# Andrei Tchmil
Andreï Tchmil (ros. Андрей Чмиль, Andriej Czmil; ukr. Андрій Чміль, Andrij Czmil; ur. 22 stycznia 1963 w Chabarowsku, w ówczesnym ZSRR) − zawodowy kolarz szosowy, później menadżer kolarski. W swojej karierze reprezentował kolejno ZSRR, Mołdawię, Ukrainę i Belgię. Specjalizował się w wyścigach klasycznych.
Urodził się w ZSRR, wychował na Ukrainie, amatorską karierę rozwijał w Mołdawii. Po rozpadzie ZSRR przyjął obywatelstwo mołdawskie, następnie ukraińskie, a od 1998 roku jest obywatelem Belgii, z którym to krajem był związany przez większą część swojej zawodowej kariery.

## Kariera kolarska
Tchmil był typowym przedstawicielem pierwszego pokolenia zawodowców z dawnego "bloku wschodniego". Jego pierwsza drużyna, Alfa Lum była jednocześnie pierwszą radziecką grupą zawodową (działała na włoskiej licencji). W 1991 roku został ostatnim mistrzem Związku Radzieckiego w wyścigu ze startu wspólnego. Najwięcej sukcesów odniósł jako członek belgijskiej drużyny Lotto, w której jeździł przez 8 lat, co było też powodem przyjęcia przez niego belgijskiego obywatelstwa.
Był kolarzem wszechstronnym, odnoszącym sukcesy zarówno po ucieczkach, jak i finiszach z peletonu. Charakteryzował się wytrzymałością, umiejętnością utrzymywania wysokiego tempa jazdy oraz sprytem i zmysłem taktycznym.
Z pięciu tzw. "Pomników kolarstwa" udało mu się wygrać trzy: Paryż-Roubaix (1994), Mediolan-San Remo (1999) i Dookoła Flandrii (2000). Zwycięstwa w tych prestiżowych wyścigach utwierdziły jego pozycję "łowcy klasyków". Czterokrotnie stawał na podium Pucharu Świata UCI, w tym raz na najwyższym stopniu − w sezonie 1999.
Kraksa podczas Driedaagse van De Panne-Koksijde w 2002 roku zmusiła go do zakończenia kariery. Później pracował jako menadżer drużyny Chocolade Jacques.
W latach 2006–2008 był ministrem sportu Mołdawii. W latach 2009–2011 był menadżerem grupy kolarskiej Team Katusha.

## Sukcesy

### Miejsca na podium wklasykachi pół-klasykach
- Dookoła Flandrii – 1./2000 - 3./1994 - 3./1995
- Paryż-Roubaix – 1./1994, 2./1995
- Mediolan-San Remo – 1./1999
- Paryż-Tours – 1./1994 - 2./1995
- Gandawa-Wevelgem – 2./1997
- Clásica San Sebastián – 2./2000
- Omloop Het Volk – 3./1995
- Grand Prix Ouest France-Plouay – 1./1994
- Kuurne-Bruksela-Kuurne – 1./1998 - 1./2000
- Grand Prix Harelbeke – 1./1994
- Trofeo Luis Puig – 1./1989

### Występy w Wielkich Tourach
- Giro d’Italia 1989, 1990
- Tour de France 1995, 1996
- Vuelta a España 1990

### Pozostałe sukcesy
- Zdobywca Pucharu świata 1999, 2. miejsce w 1995, 2. miejsce w 2000 i 3. miejsce w 1994
- Mistrzostwo ZSRR 1991
- 2. miejsce w Tirreno-Adriatico 1993